# Queer Japan
 (mai 2023).
Pour plus de détails, voir Fiche technique et Distribution.
Queer Japan est un film américano-japonais réalisé par Graham Kolbeins, sorti en 2019.

## Synopsis
Un documentaire sur la communauté LGBT au Japon.

## Fiche technique
- Titre : Queer Japan
- Réalisation : Graham Kolbeins
- Scénario : Anne Ishii et Graham Kolbeins
- Musique : Will Wiesenfeld
- Photographie : Graham Kolbeins et John Roney
- Montage : Graham Kolbeins
- Production : Hiromi Iida
- Société de production : HIROMEDIA8
- Pays :  États-Unis et  Japon
- Genre : Documentaire
- Durée : 99 minutes
- Dates de sortie : 
  -  Japon : 15 juillet 2019 (Rainbow Reel Tokyo)
  -  États-Unis : 11 décembre 2020

## Accueil
Le film a reçu un accueil favorable de la critique. Il obtient un score moyen de 75 % sur Metacritic.